# کلادیو پیستولسی
 کلادیو پیستولسی (انگلیسی: Claudio Pistolesi؛ زادهٔ ۲۵ اوت ۱۹۶۷) یک تنیس‌باز اهل ایتالیا است.